# Архангельское (Архангельский район)
Арха́нгельское (баш. Архангел) — село, административный центр Архангельского сельсовета и Архангельского района Республики Башкортостан России.
Расположено на реке Аскин (приток Инзера) в 63 км к юго-востоку от Уфы.

## История села
Село было основано как заводское поселение 1 марта 1753 года.
В 1859 г. заводских крестьян в селе зафиксировано до 1465 человек, в 1897 г. 1339 мужчин и 1298 женщин проживали в 435 дворах.

### Архангельские заводы
Архангельский медеплавильный завод выплавил первую плавку меди 2 декабря 1753 года. Основателями завода был Я. Б. Твердышев и И. С. Мясников.

## Население
| 1939 | 1959  | 1970  | 1979  | 1989  | 2002  | 2009  | 2010  | 2021  |
| ---- | ----- | ----- | ----- | ----- | ----- | ----- | ----- | ----- |
| 5310 | ↘4791 | ↘4596 | ↗5494 | ↘5281 | ↗5641 | ↗5697 | ↗5819 | ↘5763 |

Согласно переписи 2020 года, преобладающие национальности — русские (57,6 %), башкиры (30,6 %).

## Религия
Православные храмы:
- Михайло-Архангельская церковь — памятник истории и архитектуры, построена в 1789 году, единственная церковь в селе, одна из самых старых во всем Башкортостане.

Мечети:
- Мечеть Зифа — единственная мечеть в селе.

## Достопримечательности
- Дом культуры (с библиотекой). На территории ДК находится небольшой парк победы, где расположены памятники четырех героев ВОВ, уроженцев села.
- Здание администрации — красивое здание, находящееся в центре села.
- «Спуски» — ранее часть завода является мостом отделяющим пруд от реки, через который проходит вода и держит пруд на месте.
- Стадион Центральный - спортивный объект, вместивший в себя футбольное поле, баскетбольную и волейбольные площадки, а так же беговую дорожку с резиновым покрытием. Находится слева от Михайло-Архангельской церкви, был открыт в 2024 году.

## Радио
- 105,2 МГц — Радио Юлдаш;
- 106,2 МГц — Спутник FМ.

## Известные люди
- Киселёв Иван Александрович — Герой Советского Союза.
- Саблуков, Гордий Семёнович (1803—1880) — русский востоковед, профессор Казанской духовной академии, знаток ислама, автор первого опубликованного перевода Корана с арабского языка на русский.